# Lemma di Nakayama
Il lemma di Nakayama è un teorema di grande importanza nello studio degli anelli commutativi unitari, in particolare degli anelli locali; esso dà informazioni sul rapporto tra il radicale di Jacobson di un anello e i suoi moduli finitamente generati.
Prende il nome dal matematico giapponese Tadashi Nakayama.

## Enunciato
Il lemma di Nakayama afferma che, se {\displaystyle I} è un ideale contenuto nel radicale di Jacobson di un anello {\displaystyle A} e {\displaystyle M} è un {\displaystyle A}-modulo finitamente generato tale che {\displaystyle IM=M}, allora {\displaystyle M} è il modulo nullo.
Da questo seguono due importanti conseguenze ({\displaystyle I} è sempre un ideale contenuto nel radicale di Jacobson di {\displaystyle A} e {\displaystyle M} un modulo finitamente generato):
- se {\displaystyle N} è un sottomodulo di {\displaystyle M} tale che {\displaystyle N+IM=M}, allora {\displaystyle N=M};
- se {\displaystyle m_{1},\dots ,m_{n}} sono elementi di {\displaystyle M} le cui immagini generano  {\displaystyle M/IM}, allora {\displaystyle m_{1},\dots ,m_{n}} generano {\displaystyle M}.

Il primo di questi due risultati si ottiene applicando il lemma di Nakayama a {\displaystyle M/N}, mentre il secondo si ottiene applicando il precedente ad {\displaystyle M} e al sottomodulo {\displaystyle N} generato dagli {\displaystyle m_{i}}.
Un enunciato più generale, a volte chiamato lemma di Nakayama, afferma che, se {\displaystyle I} è un (qualsiasi) ideale di {\displaystyle A} e {\displaystyle M} un {\displaystyle A}-modulo finitamente generato tale che {\displaystyle IM=M}, allora esiste un {\displaystyle r} tale che {\displaystyle r-1\in I} e {\displaystyle rM=0}.

## Dimostrazione
La dimostrazione del lemma di Nakayama è spesso effettuata a partire dal teorema di Cayley-Hamilton, che afferma che, se {\displaystyle \phi \colon M\longrightarrow M} è un endomorfismo tale che {\displaystyle \phi (M)\subseteq IM}, allora esistono degli elementi {\displaystyle m_{j}\in I} tali che l'endomorfismo
{\displaystyle \phi ^{n}+m_{n-1}\phi ^{n-1}+\cdots +m_{1}\phi +m_{0}}
è nullo (dove {\displaystyle \phi ^{k}} indica la composizione di {\displaystyle \phi } con sé stesso {\displaystyle k} volte).
Se ora {\displaystyle IM=M}, si può prendere come {\displaystyle \phi } l'identità su {\displaystyle M}: questo implica che l'elemento {\displaystyle 1+m_{n-1}+\cdots +m_{1}+m_{0}} è l'elemento {\displaystyle r} cercato, perché la moltiplicazione per {\displaystyle r} diventa l'endomorfismo nullo, ovvero {\displaystyle rM=0}.
Se ora {\displaystyle I} è contenuto nel radicale di Jacobson ed {\displaystyle i\in I}, allora {\displaystyle 1+i} è un elemento invertibile dell'anello; in particolare, l'elemento {\displaystyle r} appena trovato sarà invertibile, e dunque anche {\displaystyle M} dovrà essere il modulo nullo.

## Anelli locali
Il lemma è particolarmente utile quando l'anello {\displaystyle A} è locale, in quanto in questo caso il radicale di Jacobson coincide col suo ideale massimale {\displaystyle {\mathfrak {m}}}.
Se l'anello è anche noetheriano, {\displaystyle {\mathfrak {m}}} stesso può essere visto come un {\displaystyle A}-modulo finitamente generato: se {\displaystyle A} non è un campo (ovvero {\displaystyle {\mathfrak {m}}\neq 0}) il lemma di Nakayama implica che {\displaystyle {\mathfrak {m}}^{2}\neq {\mathfrak {m}}}, e che la sua dimensione (come spazio vettoriale sul campo residuo {\displaystyle k=A/{\mathfrak {m}}}) è uguale al numero minimo di elementi necessari per generare {\displaystyle {\mathfrak {m}}}. Grazie al teorema dell'ideale principale, questa dimensione è sempre maggiore o uguale della dimensione di Krull di {\displaystyle A}; quando si ha l'uguaglianza, l'anello è detto regolare.
Un'ulteriore conseguenza della lemma di Nakayama è che, su anelli locali, tutti i moduli proiettivi sono liberi.